# Redux (adhésif)
Redux est le nom générique d'une famille d'adhésifs phénol-formaldéhyde/polyvinyl-formal (en) développés par Aero Research Limited (ARL) à Duxford, Royaume-Uni, dans les années 1940, puis produits par Ciba (ARL). Le nom de marque est désormais également utilisé pour une gamme d'adhésifs époxy et bismaléimide fabriqués par Hexcel. Le nom est une contraction de REsearch at DUXford.

## Histoire
Conçu à l'ARL par le Dr Norman de Bruyne et George Newell en 1941 pour une utilisation dans l'industrie aéronautique, l'adhésif est utilisé pour le collage de structures métal sur métal et métal sur bois. Le système adhésif comprend une résine phénolique liquide et une poudre thermoplastique PVF (en anglais : polyvinyl formal).
La première formulation disponible était Redux Liquid E/Formvar, comprenant un liquide phénolique (Redux Liquid E) et une poudre PVF (Formvar (en)), et après son application initiale non liée à l'aviation de plaques d'embrayage adhésives sur les réservoirs des chars Churchill et Cromwell, elle a été utilisée par de Havilland de 1943 au début des années 1960, sur, entre autres avions, le Hornet, le Comet et les dérivés Nimrod, et les Dove, Heron et Trident. Il a également été utilisé par Vickers sur le Viking et par Chance Vought sur le F7U Cutlass.
En règle générale, Redux sera utilisé pour fixer des longerons (stringers) et des doubleurs de renforcement aux panneaux d'aile et de fuselage, le panneau résultant étant à la fois plus solide et plus léger qu'une structure rivetée. Dans le cas du Hornet, il a été utilisé pour joindre la peau inférieure de l'aile en aluminium à la structure supérieure de l'aile en bois, et dans la fabrication du longeron principal de l'aile en aluminium/bois, les deux formes de construction composite rendues possibles par l'avènement de Redux.
Après avoir initialement fourni de Havilland uniquement, ARL a ensuite produit une forme raffinée de Redux Liquid E/Formvar en utilisant un nouveau composant liquide connu sous le nom de Redux Liquid K6 et une poudre de PVF de qualité plus fine (plus petite taille de particules), et cela a ensuite été rendu disponible de manière généralisée pour l'industrie aéronautique au sens large sous le nom de « Redux Liquid 775/Powder 775 », ainsi nommé parce qu'il a été vendu pour une utilisation aéronautique selon la spécification DTD 775 (DTD : Directorate of Technical Development). Disponible pour une utilisation générale non aérospatiale, il s'appelait « Redux Liquid K6/Powder C ».
Redux Liquid 775/Powder 775 a été rejoint en 1954 par le système Redux Film 775 ultérieur, utilisé à partir de 1962 par de Havilland (plus tard Hawker Siddeley puis British Aerospace) sur les DH.125 et DH.146. Parmi les autres utilisateurs, figuraient Bristol (sur le Britannia), Saab (sur le Lansen & Draken), Fokker (sur le F.27), Sud-Aviation (sur l'Alouette II/III), Breguet et Fairchild, la présentation en film ayant l'avantage d'une plus grande capacité de remplissage des espaces sans perte de résistance par rapport au Redux Liquid 775/Powder 775, permettant des tolérances plus larges dans l'ajustement des composants, ainsi qu'une manipulation et une utilisation plus faciles et des rapports contrôlés des composants liquide/poudre. Parmi les autres adhésifs Redux disponibles, on trouve Redux 64, une solution de liquide phénolique et de poudre PVF, utilisée dans le monde entier pour coller les garnitures aux mâchoires de frein, aux plaquettes et aux embrayages. La gamme Redux a ensuite été élargie pour inclure la gamme actuelle d'adhésifs, à la fois dans des systèmes de pâte à un ou deux composants et sous forme de film, pour des utilisations aérospatiales et industrielles.

## Usage
Pour utiliser Redux sous sa forme liquide/poudre, un mince film de liquide phénolique est appliqué sur les deux surfaces de contact, puis saupoudré ou trempé dans la poudre PVF pour donner un rapport approximatif en poids d'une partie de liquide pour deux parties de poudre. Les joints revêtus sont ensuite laissés au repos entre 30 minutes et 72 heures, puis les composants sont réunis sous pression et température élevées. Le processus de durcissement chimique (en)  se fait par condensation et un chiffre typique pour Redux Liquid 775/Powder 775 est de 30 minutes à 145 °C sous une pression de 690 kPa. Ceci n'est pas critique et des variations de temps de durcissement et/ou de température peuvent être utilisées pour augmenter la résistance au cisaillement (en) et au fluage à des températures supérieures à 140 °C. L'allongement du cycle de durcissement offre des avantages en matière de résistance à la fatigue à un certain coût dans la résistance au pelage à température ambiante, la limite pratique pour les alliages d'aluminium étant d'environ 170 °C pendant une heure, en raison de la possibilité d'affecter les propriétés mécaniques de l'alliage.

## Performances (typiques) Redux 775
- Résistance au cisaillement de recouvrement à température ambiante = 34,0 MPa.
- Module de Young E = 3,35 GPa.
- Module de cisaillement = 1,20 GPa.

Cisaillement en traction (en) de 13 mm de joints à recouvrement à température ambiante :
- acier au carbone brillant d'épaisseur 1,59 mm - contrainte de rupture moyenne = 34,3 MPa ;
- acier inoxydable d'épaisseur 1,2 mm - contrainte de rupture moyenne = 39 MPa ;
- alliage de magnésium (en) (HK31A-H24) d'épaisseur 1,6 mm - contrainte de rupture moyenne = 22,1 MPa ;
- titane commercialement pur (ICI Titane 130) d'épaisseur 1,3 mm - contrainte de rupture moyenne = 28,1 MPa.